# Артур Ньюман, профессионал гольфа
«Артур Ньюман, профессионал гольфа» (англ. Arthur Newman) — художественный фильм режиссёра Данте Ариола. В главных ролях снялись Колин Ферт и Эмили Блант.
Мировая премьера состоялась на Международном кинофестивале в Торонто 10 сентября 2012 года. Премьера фильма в США состоялась 26 апреля 2013 года.

## Сюжет
Бывший профессиональный игрок в гольф Уоллес Эйвери борется с депрессией и жизнью, от которой он жаждет сбежать. Оказавшись в ловушке на бесполезной работе менеджера отдела продаж в FedEx во Флориде, он не находит утешения ни в своем неудачном первом браке, ни в нынешних отношениях со своей девушкой Миной. Он отдалился от своего сына-подростка Кевина, который начал на него обижаться. Уоллес решает, что ему нужна новая жизнь.
Инсценировав собственную смерть от утопления, он приобретает поддельный паспорт и новую личность — профессионала гольфа по имени «Артур Ньюман». «Артур» отправляется в Терре-Хот, штат Индиана, чтобы начать новую работу в качестве постоянного профессионала по гольфу в клубе. По пути он встречает Шарлотту Фицджеральд, проблемную молодую воровку, упавшую в обморок у бассейна своего мотеля после почти смертельной дозы сиропа от кашля, настоянного на морфине. Шарлотта также путешествует под чужим именем — именем своей сестры-близнеца, страдающей параноидной шизофренией, Микаэлы по прозвищу «Майк» — и сбежала из своего дома в Северной Каролине.
Артур и Майк становятся попутчиками и в конечном итоге любовниками по пути в Индиану. Майк придумывает игру, в которой они замечают интересно выглядящие пары, вламываются в их дома, переодеваются в их одежду и притворяются ими. Без ведома Артура Майк собирает сувениры из каждого дома.
Кевин заводит необычную дружбу с Миной. Вместе они изо всех сил пытаются понять человека, который исчез из их жизни.
Хотя Артур влюбился в Майка, они занимались сексом только в тех обличьях, которые принимали во время каждой игры. Как Майк и Артур, они спят в разных кроватях, но ведут сугубо личные беседы как их истинные «я» — Шарлотта и Уоллес.
Прежде чем они доберутся до Терре-Хот, Артур просит Майка остаться там с ним, пока они вместе будут жить своей новой жизнью. Майк расстроена предложением Артура, позднее признавшись, что боится закончить также, как её сестра и мать, которые обе страдают параноидальной шизофренией. Затем Артур утешает ее.
Майк и Артур переодеваются по дороге в загородный клуб Terre Haute, чтобы встретиться с владельцем Чаком Уиллоуби. Чак начинает восхвалять навыки Артура в гольфе, но, поискав подробности в Интернете, понимает, что никакого профессионала по имени «Артур Ньюман» не существует. Чак угрожает вызвать полицию, но затем отшучивается и уходит.
На следующее утро Артур просыпается и обнаруживает, что Майк и все его деньги исчезли. Он решает не освобождать комнату, потому что ему не на что рассчитывать. Вскоре прибывает полиция, приглашая его в полицейский участок, потому что Майка поймали. Полиция отпускает Майка на попечение Артура.
Эти двое вспоминают о Неизвестном, который забился в конвульсиях и умер на автобусной станции, где Артур впервые попытался отослать Майка прочь. «Бумажник Джона Доу» показывает, что это Борегар Талли, водитель грузовика, который живет в Ньюпорт-Ньюсе, штат Вирджиния, со своей женой Розитой и двумя сыновьями. Артур и Майк едут в Вирджинию, чтобы сообщить Розите и вернуть вещи Борегара.
Ролевые игры теряют свою привлекательность, показывая, что Артур и Майк — это два сердца, которые пострадали от жизненных испытаний. Они глубже смотрят на себя и на жизни, которые оставили позади. Артур решает вернуться домой, чтобы воссоединиться со своим сыном, и помогает Майк понять, что она должна вернуться к своей сестре. На следующее утро Уоллес отвозит Шарлотту в ее родной город, чтобы она могла присмотреть за своей сестрой-близнецом. Уоллес уверяет Шарлотту, что знает, где может ее найти, затем уезжает в свой родной город, чтобы воссоединиться со своим сыном.

## В ролях
- Колин Ферт — Артур Ньюман / Уоллес Эйвери
- Эмили Блант — Микаэла Фицджеральд / Шарлотта Фицджеральд
- Энн Хеч — Мина Кроули
- Дэвид Эндрюс — Фред Уиллоуби
- Стив Колтер — Оуэн Хэдли
- Питер Юрасик — водитель автобуса
- Майкл Бизли — полицейский
- Лукас Хеджес — Кевин Эйвери
- М. Эммет Уолш — Зазек

## Производство
Съёмки прошли в Северной Каролине, включая города Роли, Дарем, Грейам, Уилмингтон и Фэрмонт в 2011 году.

## Приём критиков
Фильм получил неоднозначные отзывы. На Metacritic средневзвешенная оценка составляет 42 из 100, на основе 23 рецензий, что указывает на «смешанные или средние отзывы». На сайте Rotten Tomatoes фильм имеет рейтинг 20 % на основе 49 отзывов.